# Autocensura
La autocensura consiste en que la persona no manifiesta su verdadera opinión por miedo a las consecuencias o, en términos más generales, consiste en renunciar a la libertad personal por temor a las consecuencias. Un ejemplo sería renunciar a transmitir lo que pasa por nuestra mente por miedo a que nos tachen de locos. El mayor peligro de la autocensura es que al no expresar estos sentimientos o imágenes en palabras o arte luego broten en forma de odio o violencia contra uno mismo o contra los demás. 
También podríamos definirlo como el acto de censurar o clasificar nuestro propio trabajo (blog, libro, película u otro medio de expresión); se puede hacer por miedo, o por deferencia o temor a herir susceptibilidades de otras personas, sin la presión abierta o expresa de cualquier parte específica o institución de autoridad. La autocensura, a menudo, es practicada por productores fílmicos, directores cinematográficos, editores, periodistas, músicos, presentadores de noticias, entre otros.
En países con sistemas autoritarios de gobierno, los creadores de alguna expresión artística, eliminan de su obra material que su gobierno podría encontrar controvertido por miedo o temor a ser sancionado por los gobernantes. La autocensura también puede ocurrir para satisfacer las expectativas de un mercado en particular. Por ejemplo, cuando los editores de un periódico (consciente o inconscientemente) evitan ciertos  temas que podrían enojar a sus anunciantes o a su empresa matriz, y así proteger sus ingresos. A este fenómeno también se le denomina "censura suave".

## Medios informativos
Los medios de noticias son a menudo acusados de autocensura debido a que pueden enfrentar serias reacciones si emiten o publican reportajes controvertidos. Siguiendo las demandas de su audiencia, los medios han sido acusados de "no asumir ningún riesgo". Por ejemplo, algunas organizaciones (Media Matters for America, Fairness and Accuracy in Reporting, Democracy Now!, and the American Civil Liberties Union) ha puesto de manifiesto su preocupación a cerca de que algunas estaciones de televisión en Estados Unidos autocensuran su contenido para ser menos controvertidas al informar sobre La guerra contra el Terrorismo. Sin embargo, no siempre se atribuye a la autocensura este tipo de acciones; muchas veces se dan intentos por parte de las autoridades para presionar a los medios para que no salgan a la luz pública cierta información, en nombre de la seguridad nacional.
En su trabajo Manufacturing Consent (1988), Noam Chomsky y Edward Herman argumentan que los medios de comunicación que son propiedad de corporaciones, usan sistemáticamente la autocensura, debido a las presiones de los mercados.